# Sceptrum et Manus Iustitiae
Sceptrum et Manus Iustitiae, 'Cetro y mano de la justicia', también llamada a veces Sceptrum Imperiale, Stellio o Scettro, es una constelación moderna, ya en desuso, creada por el astrónomo francés Augustin Royer con la intención de honrar el rey Luis XIV de Francia. Se componía principalmente de las estrellas que hoy forman Lacerta, la 'Lagartija'. Debido a su delicado nombre nunca fue ampliamente aceptada y sus estrellas fueron pronto conformadas en Lacerta, que se convirtió en la constelación oficial de esa parte del cielo.
La relación de Sceptrum et Manus Iustitiae con la constelación Frederici Honores, introducida más tarde, es incierta, salvo que ambos representan un tributo a diferentes regentes.